# Shoi Yoshinaga
Shoi Yoshinaga (吉永 昇偉 Yoshinaga Shoi?), född 18 april 2000 i Saitama prefektur, är en japansk fotbollsspelare.
Yoshinaga började sin karriär 2019 i Omiya Ardija.